# Goin' Through
Goin' Through est un groupe de hip-hop grec. Il est composé de Nikos Vourliotis et Michalis Papathanassiou.

## Biographie
Goin' Through est formé en 1993 par Nikos « NiVo » Vourliotis et Michalis Papathanasiou, dans le but de lancer un nouveau style musical. Toutes leurs chansons sont écrites et produites par les membres. Ils s'inspirent durant toute leur carrière d'artiste comme Stevie Wonder et James Brown, et de rappeurs comme Method Man, Dr. Dre, Snoop Dogg et LL Cool J. Ils collaborent aussi avec d'autres artistes prolifiques comme Nevma (Karta), Thirio (Poté Ksaná) et Elisabet Spanoú (Kati Monadikó). En 2002, le groupe se classe 22e des listes européennes, concluant un contrat avec les majors Def Jam et Universal Records et publiant Symbolaio Timis.
En 2004, le groupe publie son album La Sagrada familia, qui est suivi plus tard d'une édition spéciale comprenant un remix de Poso Malakas Eisai de DJ Chaos et grâce auquel ils remportent un prix aux MAD TV Video Music Awards. Ils publient leur nouvel album, Vendetta, le 29 mai 2006 aux labels Universal et Def Jam ; l'album atteint le top 5 des classements grecs et le morceau Kallimera Ellada est téléchargé plus de 200 000 fois. En 2007, l'album Veto est certifié disque d'or, soit dix jours après sa sortie initiale. En 2009, ils sont nommés aux MAD TV Video Music Awards pour le clip du single I Don’t Go on Holidays avec Nemva.

## Discographie
- 1994 : Anazitisi
- 1995 : Anazitisi
- 1996 : Μικροί θεοί
- 1998 : Τρίτο μέρος III
- 2001 : Συμβόλαιο τιμής (Universal, Def Jam, Family the label)
- 2004 : La Sagrada Familia (Universal, Def Jam, Family the label)
- 2005 : La Sagrada Familia (Universal, Def Jam, Family the label)
- 2006 : Vendetta (Universal, Def Jam, Family the label)
- 2006 : The Duets (Universal, Def Jam, Family the label)
- 2006 : Σχολείο (Universal, Def Jam, Family the label)
- 2006 : Καλημέρα Ελλάδα (Universal, Def Jam, Family the label)
- 2007 : Ψηλά Το Κεφάλι (Universal, Def Jam, Family the label)
- 2007 : Veto (Universal, Def Jam, Family the label)
- 2008 : Revisited (Best of) (Universal, Def Jam, Family the label)
- 2010 : Joker (Universal, Def Jam, Family the label)
- 2012 : Gallery (Universal, Def Jam, Family the label)
- 2014 : ΚΑΙΝΟΥΡΓΙΑ ΖΩΗ feat. Whitenoiz
- 2014 : ΔΥΟ ΜΑΤΙΑ ΜΠΛΕ feat. Πάνος Κιάμος
- 2015 : ΔΕ Μ' ΕΝΔΙΑΦΕΡΕΙ feat. TNS
- 2016 : ΠΕΣΕ ΣΤΑ ΓΟΝΑΤΑ (Cobalt Music) feat Ηλίας Βρεττός
- 2016 : ΝΤΕΚΟΛΤΕ (Cobalt Music)
- 2017 : ΚΑΛΗΝΥΧΤΑ ΕΛΛΑΔΑ - Virgin White (Cobalt Music)
- 2017 : ΚΑΛΗΝΥΧΤΑ ΕΛΛΑΔΑ - Porn Blue (Cobalt Music)